# VdB 87
vdB 87 è una nebulosa a riflessione visibile nella costellazione dell'Unicorno.
Si individua nella parte meridionale della costellazione, circa 2,5° a nordovest rispetto alla Nebulosa Gabbiano, una grande regione di formazione stellare a cavallo fra l'Unicorno e il Cane Maggiore, che include pure l'associazione OB Canis Major OB1. La nebulosa è divisa in tre parti principali, catalogate come vdB 87a, vdB 87b e vdB 87c, illuminate da tre nane bianco-azzurre, una di classe spettrale B6V e le altre due di classe B1V; la principale, la responsabile dell'illuminazione di vdB 87c, è BD-08 1665, di magnitudine 11,15. La nube fa parte della regione di formazione stellare BFS64, una regione H II di dimensioni apparenti assai ridotte associata ad una nube molecolare gigante la cui massa di CO è pari a circa 23.000 M⊙. In associazione a questa regione nebulosa vi sono pure l'oggetto stellare giovane CPM 33, gli ammassi aperti [IBP2002] CC04 e [IBP2002] CC05, fortemente oscurati, e [FT96] 221.9-2.0, una forte sorgente di radiazione infrarossa.
La distanza del complesso nebuloso è stata stimata sui 2300 parsec (oltre 10400 anni luce), dunque ben al di là della regione della Nebulosa Gabbiano, la cui distanza è di circa 990 parsec; tale distanza giustifica anche le sue ridotte dimensioni apparenti.